# Supunna picta
Supunna picta là một loài nhện trong họ Corinnidae.
Loài này thuộc chi Supunna. Supunna picta được Ludwig Carl Christian Koch miêu tả năm 1873.

## Hình ảnh

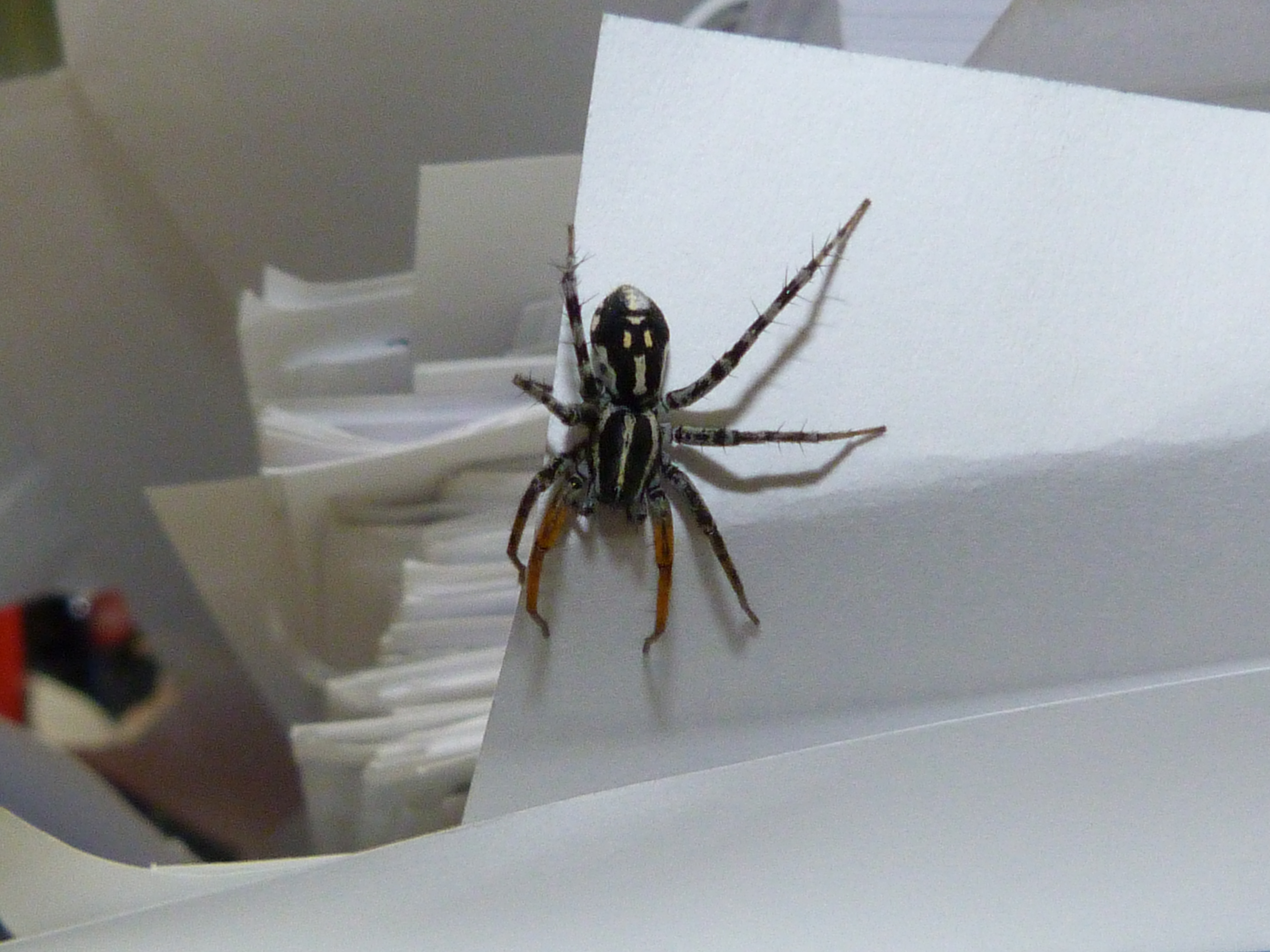
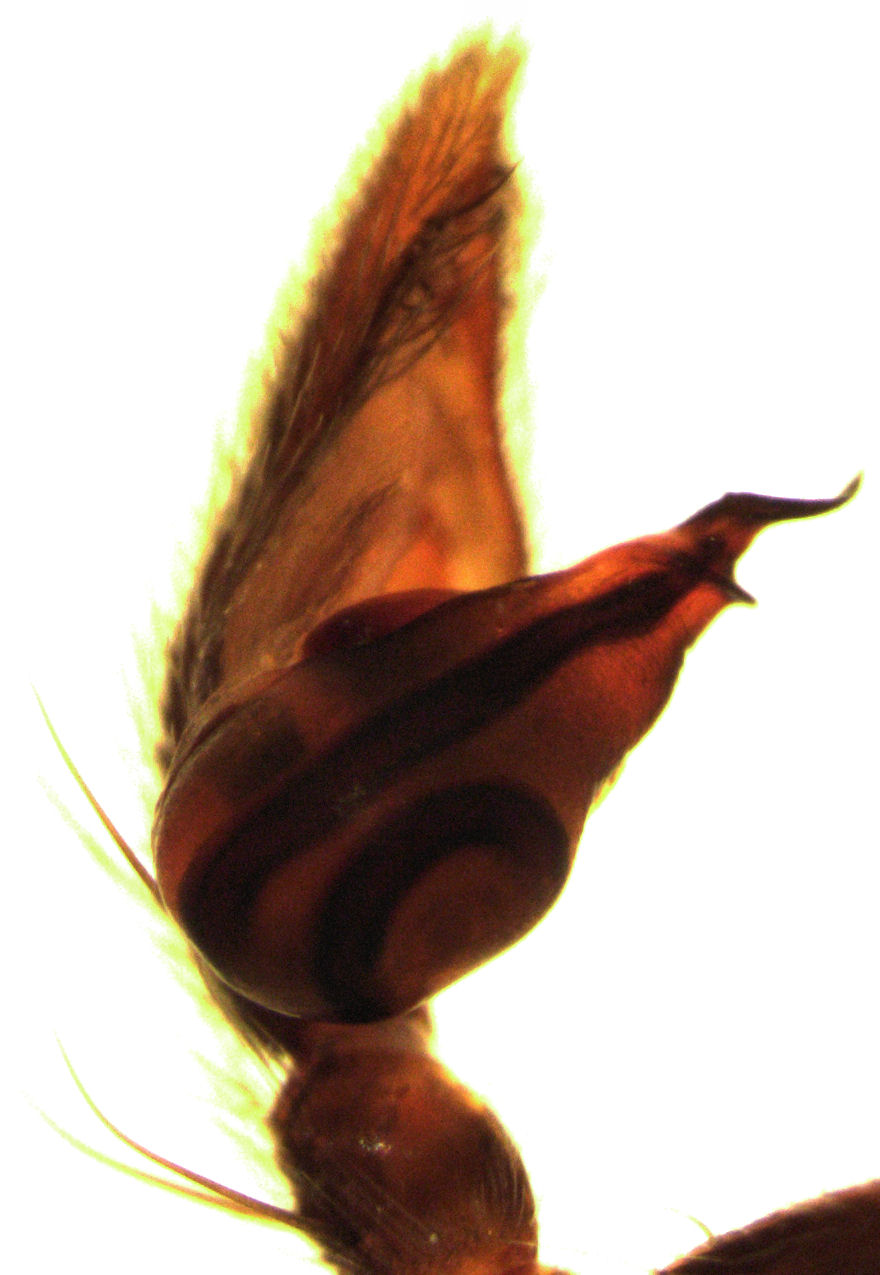